# Zalew Śremski
Zalew Śremski (Śrem-Gaj A) – zbiornik retencyjny dla rzeki Warta o powierzchni 0,33 km², położony na Pojezierzu Krzywińskim, w granicach administracyjnych Śremu, zarządzany przez Wielkopolski Zarząd Melioracji i Urządzeń Wodnych. Zbiornik należy do wód ogólnodostępnych Polskiego Związku Wędkarskiego, opiekunem jest Koło nr 127 Śrem-Miasto. Składa się z dwóch zbiorników:
- Mały – położony na granicy Śremu w kierunku Gaju.
- Duży – położony na granicy Śremu i wsi Psarskie.